# 2006 HO122
2006 HO122, também escrito como 2006 HO122, é um corpo menor que está localizado no disco disperso, uma região do Sistema Solar. Ele possui uma magnitude absoluta de 8,1 e tem um diâmetro estimado de cerca de 106 km.

## Descoberta
2006 HO122 foi descoberto no dia 26 de abril de 2006 pelo astrônomo Marc W. Buie.

## Órbita
A órbita de 2006 HO122 tem uma excentricidade de 0,396 e possui um semieixo maior de 61,059 UA. O seu periélio leva o mesmo a uma distância de 36,888 UA em relação ao Sol e seu afélio a 85,229 UA.